# Sick Side
| Recensione    | Giudizio |
| ------------- | -------- |
| Rockol        |          |
| Noisey Italia | positivo |

Sick Side è il secondo album in studio del gruppo musicale italiano Dark Polo Gang, pubblicato il 5 gennaio 2018.

## Descrizione
Pubblicato a sorpresa, l'album vede protagonista il membro del gruppo Side Baby e presenta sonorità che si discostano dal precedente Twins. Nel disco è presente il rapper Hermit G, oltre agli altri componenti del gruppo. Le produzioni sono tutte affidate al beatmaker del collettivo, Sick Luke. Il titolo deriva dall'unione dei nomi di Sick Luke (beatmaker) e Side Baby (voce).

## Tracce
1. Intro – 1:33
2. Diego Armando Maradona – 2:35
3. Luxory – 2:12
4. Amorevole (feat. Pyrex) – 2:17
5. Fiori d'erba (feat. Hermit G) – 3:03
6. In giro con i miei cani – 2:20
7. Cheesecake (feat. Wayne Santana) – 2:46
8. Fantasmi – 1:33
9. Fuck Gosha (feat. Tony Effe) – 3:14
10. Lullaby – 1:49
11. Almighty – 2:01

## Formazione
Gruppo
- Side Baby – voce
- Pyrex – voce aggiuntiva (traccia 4)
- Wayne Santana – voce aggiuntiva (traccia 7)
- Tony Effe – voce aggiuntiva (traccia 9)

Altri musicisti
- Hermit G – voce aggiuntiva (traccia 5)

Produzione
- Sick Luke – produzione, missaggio, mastering

## Classifiche
| Classifica (2018) | Posizione massima |
| ----------------- | ----------------- |
| Italia            | 6                 |